# Basilia aequisetosa
Basilia aequisetosa är en tvåvingeart som först beskrevs av Oskar Theodor 1956.  Basilia aequisetosa ingår i släktet Basilia och familjen lusflugor. Inga underarter finns listade i Catalogue of Life.